# Steve Jansen
Steve Jansen (nacido como Stephen Ian Batt, el 1 de diciembre de 1959) es un músico, compositor y productor discográfico inglés.

## Biografía
Nació en Sydenham, Londres el 1 de diciembre de 1959. Fue a la misma escuela secundaria de su hermano, y aunque era un año menor que él y los compañeros de clase de éste Anthony Michaelides (luego Mick Karn) y Richard Barbieri, la pasión por la música que compartía con él, llevó a ambos a formar una banda en la que Michaelides estaría involucrado. La banda se llamaría Japan, años más tarde.
A pesar del rompimiento de la banda, Jansen no parece haber tenido diferencias con el resto de los miembros, pues sigue colaborando con su hermano Sylvian en sus conciertos y proyectos tanto solistas como los que hacen como dúo, y con Karn y Barbieri.  Con este último también hace proyectos de dúo.
- Datos: Q957940